# Ol'ha Poljuk
Ol'ha Juriïvna Poljuk (in ucraino Ольга Юріївна Полюк?; Chmel'nyc'kyj, 15 settembre 1987) è una sciatrice freestyle ucraina, specializzata nei salti.

## Biografia
Originaria di Chmel'nyc'kyj e attiva in gare FIS dall'agosto 2004, Ol'ha Poljuk ha debuttato in Coppa del Mondo il 25 febbraio 2007, giungendo 13ª nei salti ad Apex. Il 10 dicembre 2021 ha ottenuto il suo primo podio nel massimo circuito, classificandosi 2ª a Ruka, nella gara vinta dalla sua connazionale Anastasija Novosad.
In carriera ha preso parte a quattro edizioni dei Giochi olimpici invernali e a otto dei Campionati mondiali di freestyle.

## Palmarès

### Mondiali juniores
- 2 medaglie:
  - 2 bronzi (salti a Krasnoe Ozero 2006 e ad Airolo 2007)

### Coppa del Mondo
- Miglior piazzamento in classifica generale: 32ª nel 2012
- Miglior piazzamento nella Coppa del Mondo di salti: 8ª nel 2019
- 1 podio:
  - 1 terzo posto